# 皮德利斯西亞 (布恰奇區)
49°3′54″N 25°24′57″E / 49.06500°N 25.41583°E
皮德利斯西亞（烏克蘭語：Підлісся），是烏克蘭的村落，位於該國西部捷爾諾波爾州，由喬爾特基夫區負責管轄，面積0.45平方公里，2001年人口422，人口密度每平方公里937.8人。